# Championnats du monde de biathlon 2020
Navigation
Östersund 2019 Pokljuka 2021
Les Championnats du monde de biathlon 2020, cinquante-sixième édition des Championnats du monde de biathlon, ont lieu à Antholz-Anterselva, en Italie, du 13 au 23 février 2020. 
Marte Olsbu Røiseland réussit l'exploit d'être médaillée dans la totalité des épreuves auxquelles participent les femmes, soit sept médailles en sept courses : un 100% sur les relais avec la Norvège, (dames, mixte et mixte simple), l'or sur le sprint, le bronze de la poursuite et de l'individuel, et pour finir, une victoire magistrale dans la mass-start après une folle remontée, pour un total de cinq médailles d'or. Dorothea Wierer est l'autre « grande dame » de ces mondiaux avec deux titres (la poursuite et l'individuel),  l'argent du relais mixte avec l'Italie et de la mass-start, ce qui la met sur la voie d'un deuxième succès consécutif au classement général de la Coupe du monde. La Norvégienne et l'Italienne se sont partagé tous les titres individuels.  
Chez les hommes, les Français sont les seuls à compter des médailles dans toutes les épreuves. Ils remportent notamment le relais hommes pour la première fois depuis les championnats du monde 2001, Émilien Jacquelin est champion du monde de la poursuite et Martin Fourcade égale Ole Einar Bjørndalen en gagnant son onzième titre dans une épreuve individuelle, s'imposant pour la quatrième fois dans l'Individuel aux Mondiaux. Quentin Fillon Maillet remporte pour sa part deux médailles d'argent qui s'ajoutent à l'or du relais. 
Battu au sprint dans la poursuite par Émilien Jacquelin, puis par Martin Fourcade dans l'individuel,  Johannes Thingnes Bø achève les Mondiaux par une belle victoire dans la mass-start, en étant le seul à réaliser un 20 sur 20 au tir. Ces Mondiaux permettent par ailleurs à Martin Fourcade et Hanna Öberg de remporter en Coupe du monde les deux premiers petits globes de cristal de la saison, ceux de l'individuel. 
Au tableau des médailles, la Norvège et la France terminent loin devant, la nation scandinave à la première place avec six titres et onze médailles, suivie par l'équipe championne du monde du relais masculin, avec trois titres et huit médailles, uniquement gagnées par les hommes à l'exception du relais mixte simple avec Anaïs Bescond associée à Émilien Jacquelin pour le bronze 

## Calendrier
| Heure | Horaire locale de l'épreuve (UTC +1) |

| Épreuves ou évènements               |    |         |         |         |         |    |         |         |         |    |         |         |  |  |
| M                                    | J  | V       | S       | D       | L       | M  | M       | J       | V       | S  | D       |         |  |  |
| 12                                   | 13 | 14      | 15      | 16      | 17      | 18 | 19      | 20      | 21      | 22 | 23      |         |  |  |
| Février 2020                         |    |         |         |         |         |    |         |         |         |    |         |         |  |  |
| Cérémonies d'ouverture et de clôture |    |         |         |         |         |    |         |         |         |    |         |         |  |  |
|                                      |    |         |         |         |         |    |         |         |         |    |         |         |  |  |
| Hommes                               |    |         |         |         |         |    |         |         |         |    |         |         |  |  |
| Individuel (20 km)                   |    |         |         |         |         |    |         | 14 h 15 |         |    |         |         |  |  |
| Sprint (10 km)                       |    |         |         | 14 h 45 |         |    |         |         |         |    |         |         |  |  |
| Poursuite (12,5 km)                  |    |         |         |         | 15 h 15 |    |         |         |         |    |         |         |  |  |
| Mass Start (15 km)                   |    |         |         |         |         |    |         |         |         |    |         | 15 h 00 |  |  |
| Relais (4 × 7,5 km)                  |    |         |         |         |         |    |         |         |         |    | 14 h 45 |         |  |  |
|                                      |    |         |         |         |         |    |         |         |         |    |         |         |  |  |
| Femmes                               |    |         |         |         |         |    |         |         |         |    |         |         |  |  |
| Individuel (15 km)                   |    |         |         |         |         |    | 14 h 15 |         |         |    |         |         |  |  |
| Sprint (7,5 km)                      |    |         | 14 h 45 |         |         |    |         |         |         |    |         |         |  |  |
| Poursuite (10 km)                    |    |         |         |         | 13 h 00 |    |         |         |         |    |         |         |  |  |
| Mass Start (12,5 km)                 |    |         |         |         |         |    |         |         |         |    |         | 12 h 30 |  |  |
| Relais (4 × 6 km)                    |    |         |         |         |         |    |         |         |         |    | 11 h 45 |         |  |  |
|                                      |    |         |         |         |         |    |         |         |         |    |         |         |  |  |
| Mixte                                |    |         |         |         |         |    |         |         |         |    |         |         |  |  |
| Relais (4 × 6 km)                    |    | 14 h 45 |         |         |         |    |         |         |         |    |         |         |  |  |
| Relais simple (6 km F + 7,5 km H)    |    |         |         |         |         |    |         |         | 15 h 15 |    |         |         |  |  |
|                                      |    |         |         |         |         |    |         |         |         |    |         |         |  |  |

## Déroulement des championnats
Lors de la première course des Mondiaux 2020, la Norvège conserve son titre du relais mixte avec Marte Olsbu Røiseland, Tiril Eckhoff, Tarjei Bø et Johannes Thingnes Bø. La formation qui totalise 7 pioches, passe toute la course en tête en compagnie de l'Italie, et Johannes Bø fait la différence au dernier tir face à Dominik Windisch. Alors que la Tchéquie prend la médaille de bronze avec le plus petit nombre de pioches (seulement deux au total), la course de l'équipe de France est ruinée dès le premier relais de Julia Simon qui part effectuer un tour de pénalité après avoir usé ses trois pioches au tir couché et se retrouve au fond du classement. Avec Justine Braisaz, les françaises totalisent huit des neuf pioches de leur équipe. Martin Fourcade et Quentin Fillon Maillet sont ensuite les deux plus rapides des relais masculins et solides au tir pour amener leur formation à la septième place.
Après cinq titres mondiaux gagnés avec les relais norvégiens (femmes, mixte et mixte simple) Marte Olsbu Røiseland gagne le 14 février sa première médaille d'or individuelle en s'imposant à l'arrivée du sprint féminin, avec une faute au tir et le deuxième meilleur temps à ski. Elle devance Susan Dunklee qui ne rate pas une cible. Lucie Charvátová prend la troisième place et monte sur le premier podium de sa carrière avec un 9 sur 10 au tir.
Du côté du sprint masculin le 15 février, Aleksandr Loguinov, auteur d'un 10 sur 10, gagne son premier titre mondial en devançant de 6 secondes Quentin Fillon Maillet, une faute au tir couché mais auteur du meilleur temps à ski, alors que Martin Fourcade prend le bronze avec un sans-faute, montant ainsi sur son 26e podium aux championnats du monde.
Le 16 février devant son public, Dorothea Wierer remporte le deuxième titre mondial de sa carrière après celui de la mass-start en 2019. Partie septième après le sprint, elle rejoint rapidement Marte Olsbu Røiseland et les deux coureuses s'expliquent en tête de la course. Au dernier tir, Wierer manque une cible et Røiseland deux : l'Italienne s'envole vers la victoire, alors que la Norvégienne est rattrapée dans le dernier tour par Denise Herrmann qui prend la médaille d'argent à 9 secondes de Wierer.
Dans la poursuite masculine qui suit, Aleksandr Loguinov fait la course en tête, mais il commet une faute au dernier tir debout, Émilien Jacquelin, 6e après le sprint, auteur d'un 20 sur 20 qui lui a permis de se replacer parmi les prétendants au podium, sort en tête du pas de tir en compagnie de Johannes Thingnes Bø : la victoire se joue entre eux, Jacquelin ne se laisse pas décrocher dans la dernière boucle, puis prend le meilleur sur le champion olympique norvégien au sprint. Il gagne ainsi son premier titre mondial, sa première victoire individuelle en Coupe du monde, et n'est que le quatrième champion du monde français après Patrice Bailly-Salins, Raphaël Poirée et Martin Fourcade qui se classe 4e de cette course.
Dorothea Wierer poursuit son brillant parcours sur ses terres en remportant l'individuel le 18 février, son troisième titre mondial qui lui permet de conforter son avance en tête du classement général de la Coupe du monde. L'Italienne de 29 ans commet deux fautes sur ses deux premiers tirs, puis efface ces deux minutes de pénalité en se montrant la deuxième plus rapide sur les skis (derrière Denise Herrmann qui commet quatre fautes et se classe 12e), ce qui lui permet de devancer Vanessa Hinz (une seule faute) de deux secondes à l'arrivée.  Marte Olsbu Røiseland termine troisième à 15 secondes, et monte ainsi sur son quatrième podium en quatre courses disputées. Quatrième de cette course, Hanna Öberg s'adjuge le petit globe de cristal de l'individuel, alors que Justine Braisaz occupait la tête de ce classement avant de se classer 19e.
Le 19 février, Martin Fourcade remporte sa 82e victoire internationale et son onzième titre mondial individuel pour égaler le total record d'Ole Einar Bjørndalen. Il s'impose dans l'individuel avec un 19 sur 20, manquant la toute dernière cible au tir debout, avant de passer la ligne d'arrivée avec un geste de rage pour ce qu'il qualifiera à postériori d'une « erreur de cadet ». Dossard N°30, il est à la merci de Johannes Bø parti 54e, mais ce dernier, après une erreur sur son premier tir couché, en commet une deuxième sur le dernier tir debout, sort du pas de tir avec 38 secondes de retard sur Fourcade, et passe la ligne d'arrivée à 57 secondes, pour prendre la médaille d'argent. Dominik Landertinger complète le podium. Son quatrième titre mondial de l'individuel permet à Fourcade de s'adjuger le petit globe de la spécialité pour la 5e fois, et son 32e trophée de cristal en tout.
Le lendemain, dans le relais mixte simple, Marte Olsbu Røiseland et Johannes Thingnes Bø conservent le titre qu'ils avaient gagné aux Mondiaux d'Östersund 2019. Ainsi les deux norvégiens sont les seuls champions du monde de la discipline, inscrite pour la première fois au programme l'année précédente. Røiseland remporte ici sa cinquième médaille en cinq épreuves disputées (3 or, 2 bronze). ils font quasiment toute la course en tête. Le duo allemand (Franziska Preuß, Erik Lesser) se montre solide pour aller chercher la médaille d'argent. Pour la troisième place, le bronze se dessine pour la France grâce à des bons relais d'Anaïs Bescond et à une bonne conclusion d'Émilien Jacquelin, qui ne commet aucune faute au tir dans le dernier relais.
A l'arrivée du relais 4 x6 km féminin  Marte Olsbu Røiseland gagne son quatrième titre et sa sixième médaille en six courses disputées à Anterselva. Elle est même l'artisane de la victoire norvégienne, puisque Tiril Eckhoff est partie tourner sur l'anneau de pénalité avant de lui passer le relais. Røiseland est alors la plus rapide sur les skis, et effectue deux passages sans-faute sur le pas de tir  pour se débarrasser de ses dernières rivales et franchir la ligne d'arrivée détachée. Dans une course où l'Italie a compté près d'une minute d'avance après les deux premiers relais de Lisa Vittozzi et Dorothea Wierer, la Suède perd aussi toute chance au dernier tir debout quand Hanna Öberg s'en va observer un tour de pénalité alors qu'elle jouait la victoire ou le podium. Denise Herrmann emmène l'Allemagne à la deuxième place en prenant le meilleur dans la dernière boucle sur Olena Pidhrushna, quatrième relayeuse de l'équipe d'Ukraine en bronze pour avoir compté le moins de pioches parmi les six premières équipes à l'arrivée.
.
Le relais 4 x 7,5 km masculin est remporté par la France qui attendait ce titre depuis 2001. Émilien Jacquelin, Martin Fourcade, Simon Desthieux et Quentin Fillon Maillet se montrent particulièrement solides au tir (seulement quatre pioches), pour s'imposer après un mano à mano avec l'équipe d'Allemagne qui se dénoue au dernier tir debout, quand Benedikt Doll, en confrontation avec Quentin Fillon Maillet, part tourner sur l'anneau de pénalité. L'équipe de Norvège, repoussée loin en raison des errements de son quatuor sur le pas de tir, revient en course pour le podium avec Johannes Bø, qui finit par déborder Benedikt Doll dans le dernier tour pour obtenir la médaille d'argent.
Les Mondiaux 2020 s'achèvent le dimanche 23 février avec les deux mass-start. Dans la compétition féminine, Marte Olsbu Røiseland réussit l'exploit exceptionnel d'être médaillée dans la totalité des épreuves. Après les titres collectifs des relais dames, mixte et mixte simple, et au niveau individuel, de l'or dans le sprint et du bronze dans la poursuite et l'individuel, elle conclut en beauté en s'imposant dans la mass-start. Accusant un retard d'une minute à mi-course en raison de deux erreurs sur les tirs couchés, elle revient progressivement vers l'avant, à la faveur de deux sans-fautes aux tirs debout, tandis que toutes les biathlètes du groupe de tête commettent des erreurs. Neuvième à l'entrée du pas de tir lors du dernier passage devant les cibles, elle se retrouve en deuxième position à la sortie, quatorze secondes derrière Dorothea Wierer. Dans le dernier tour, la Norvégienne fait parler sa vélocité, rattrapant puis dépassant l'Italienne pour franchir la ligne d'arrivée avec une vingtaine de secondes d'avance. Røiseland et Wierer sont les deux grandes biathlètes de ces championnats du monde. Hanna Öberg remporte sa seule médaille en prenant le bronze. 
Dans la course masculine, Johannes Bø est le seul des trente concurrents à réaliser un 20 sur 20, il remporte donc très largement sa seule médaille d'or individuelle à Antholz-Anterselva. A 42 secondes, Quentin Fillon Maillet vient prendre la médaille d'argent malgré trois erreurs aux tirs, mais en réalisant le meilleur temps à ski. Émilien Jacquelin s'adjuge sa quatrième médaille en battant Tarjei Bø au sprint pour la médaille de bronze. Martin Fourcade est pénalisé par trois erreurs au tir et termine la course en septième position, perdant des points par rapport à ses rivaux directs (Johannes Bø et Quentin Fillon Maillet) au classement général de la Coupe du monde.

## Tableau des médailles
- Pays organisateur (Italie)

| Rang  | Nation     | Or | Argent | Bronze | Total |
| ----- | ---------- | -- | ------ | ------ | ----- |
| 1     | Norvège    | 6  | 3      | 2      | 11    |
| 2     | France     | 3  | 2      | 3      | 8     |
| 3     | Italie     | 2  | 2      | 0      | 4     |
| 4     | Russie     | 1  | 0      | 1      | 2     |
| 5     | Allemagne  | 0  | 4      | 1      | 5     |
| 6     | États-Unis | 0  | 1      | 0      | 1     |
| 7     | Tchéquie   | 0  | 0      | 2      | 2     |
| 8     | Autriche   | 0  | 0      | 1      | 1     |
| »     | Suède      | 0  | 0      | 1      | 1     |
| »     | Ukraine    | 0  | 0      | 1      | 1     |
| Total | Total      | 12 | 12     | 12     | 36    |

## Athlètes multi-médaillés
- Athlète du pays organisateur (Italie)

| Rang | Athlète                | Or | Argent | Bronze | Total |
| ---- | ---------------------- | -- | ------ | ------ | ----- |
| 1    | Marte Olsbu Røiseland  | 5  | 0      | 2      | 7     |
| 2    | Johannes Thingnes Bø   | 3  | 3      | 0      | 6     |
| 3    | Dorothea Wierer        | 2  | 2      | 0      | 4     |
| 4    | Émilien Jacquelin      | 2  | 0      | 2      | 4     |
| 5    | Martin Fourcade        | 2  | 0      | 1      | 3     |
| 6    | Tiril Eckhoff          | 2  | 0      | 0      | 2     |
| 7    | Quentin Fillon Maillet | 1  | 2      | 0      | 3     |
| 8    | Tarjei Bø              | 1  | 1      | 0      | 2     |
| 9    | Aleksandr Loguinov     | 1  | 0      | 1      | 2     |
| 10   | Denise Herrmann        | 0  | 2      | 0      | 2     |
| »    | Vanessa Hinz           | 0  | 2      | 0      | 2     |
| »    | Franziska Preuß        | 0  | 2      | 0      | 2     |
| 13   | Erik Lesser            | 0  | 1      | 1      | 2     |

## Podiums

### Hommes
| Épreuves                              | Or                                                                                     | Argent                                                                                 | Bronze                                                               |
| ------------------------------------- | -------------------------------------------------------------------------------------- | -------------------------------------------------------------------------------------- | -------------------------------------------------------------------- |
| Individuel 20 km résultats détaillés  | Martin Fourcade                                                                        | Johannes Thingnes Bø                                                                   | Dominik Landertinger                                                 |
| Sprint 10 km résultats détaillés      | Alexander Loginov                                                                      | Quentin Fillon Maillet                                                                 | Martin Fourcade                                                      |
| Poursuite 12,5 km résultats détaillés | Émilien Jacquelin                                                                      | Johannes Thingnes Bø                                                                   | Aleksandr Loguinov                                                   |
| Mass Start 15 km résultats détaillés  | Johannes Thingnes Bø                                                                   | Quentin Fillon Maillet                                                                 | Émilien Jacquelin                                                    |
| Relais 4 × 7,5 km résultats détaillés | France- Émilien Jacquelin - Martin Fourcade - Simon Desthieux - Quentin Fillon Maillet | Norvège- Vetle Sjåstad Christiansen - Johannes Dale - Tarjei Bø - Johannes Thingnes Bø | Allemagne- Erik Lesser - Philipp Horn - Arnd Peiffer - Benedikt Doll |

### Femmes
| Épreuves                               | Or                                                                                             | Argent                                                                         | Bronze                                                                             |
| -------------------------------------- | ---------------------------------------------------------------------------------------------- | ------------------------------------------------------------------------------ | ---------------------------------------------------------------------------------- |
| Individuel 15 km résultats détaillés   | Dorothea Wierer                                                                                | Vanessa Hinz                                                                   | Marte Olsbu Røiseland                                                              |
| Sprint 7,5 km résultats détaillés      | Marte Olsbu Røiseland                                                                          | Susan Dunklee                                                                  | Lucie Charvátová                                                                   |
| Poursuite 10 km résultats détaillés    | Dorothea Wierer                                                                                | Denise Herrmann                                                                | Marte Olsbu Røiseland                                                              |
| Mass Start 12,5 km résultats détaillés | Marte Olsbu Røiseland                                                                          | Dorothea Wierer                                                                | Hanna Öberg                                                                        |
| Relais 4 × 6 km résultats détaillés    | Norvège- Synnøve Solemdal - Ingrid Landmark Tandrevold - Tiril Eckhoff - Marte Olsbu Røiseland | Allemagne- Karolin Horchler - Vanessa Hinz - Franziska Preuß - Denise Herrmann | Ukraine- Anastasiya Merkushyna - Yuliia Dzhima - Vita Semerenko - Olena Pidhrushna |

### Mixte
| Épreuves                                           | Or                                                                                | Argent                                                                   | Bronze                                                                                  |
| -------------------------------------------------- | --------------------------------------------------------------------------------- | ------------------------------------------------------------------------ | --------------------------------------------------------------------------------------- |
| Relais 2 x 6 km F + 2 x 6 km H résultats détaillés | Norvège- Marte Olsbu Røiseland - Tiril Eckhoff - Tarjei Bø - Johannes Thingnes Bø | Italie- Lisa Vittozzi - Dorothea Wierer - Lukas Hofer - Dominik Windisch | Tchéquie- Eva Kristejn Puskarčíková - Markéta Davidová - Ondřej Moravec - Michal Krčmář |
| Relais simple résultats détaillés                  | Norvège- Marte Olsbu Røiseland - Johannes Thingnes Bø                             | Allemagne- Franziska Preuß - Erik Lesser                                 | France- Anaïs Bescond - Émilien Jacquelin                                               |

## Résultats détaillés

### Hommes

#### Individuel (20 km)
| Rang               | Biathlète              | Minutes de pénalité | Résultat      | Écart          |
| ------------------ | ---------------------- | ------------------- | ------------- | -------------- |
| Médaille d'or      | Martin Fourcade        | 1 (0+0+0+1)         | 49 min 43 s 1 |                |
| Médaille d'argent  | Johannes Thingnes Bø   | 2 (1+0+0+1)         | 50 min 40 s 1 | + 57 s         |
| Médaille de bronze | Dominik Landertinger   | 1 (0+0+0+1)         | 51 min 5 s 2  | + 1 min 22 s 1 |
| 4                  | Jakov Fak              | 1 (0+1+0+0)         | 51 min 13 s 3 | + 1 min 30 s 2 |
| 5                  | Benjamin Weger         | 2 (0+1+1+0)         | 52 min 8 s 6  | + 2 min 25 s 5 |
| 6                  | Tarjei Bø              | 3 (0+1+0+2)         | 52 min 16 s 7 | + 2 min 33 s 6 |
| 7                  | Quentin Fillon Maillet | 4 (1+1+2+0)         | 52 min 17 s 7 | + 2 min 34 s 6 |
| 8                  | Leif Nordgren          | 0 (0+0+0+0)         | 52 min 47 s 4 | + 3 min 4 s 3  |
| 9                  | Johannes Dale          | 4 (1+2+0+1)         | 53 min 3 s 2  | + 3 min 20 s 1 |
| 10                 | Sebastian Samuelsson   | 2 (0+1+1+0)         | 53 min 18 s 4 | + 3 min 35 s 3 |

#### Sprint (10 km)
| Rang               | Biathlète              | Temps         | Fautes  | Écart    |
| ------------------ | ---------------------- | ------------- | ------- | -------- |
| Médaille d'or      | Alexander Loginov      | 22 min 48 s 1 | 0 (0+0) |          |
| Médaille d'argent  | Quentin Fillon Maillet | 22 min 51 s 6 | 1 (1+0) | + 6 s 5  |
| Médaille de bronze | Martin Fourcade        | 23 min 7 s 6  | 0 (0+0) | + 19 s 5 |
| 4                  | Tarjei Bø              | 23 min 10 s 6 | 0 (0+0) | + 22 s 5 |
| 5                  | Johannes Thingnes Bø   | 23 min 12 s 0 | 1 (1+0) | + 23 s 9 |
| 6                  | Émilien Jacquelin      | 23 min 17 s 9 | 1 (0+1) | + 29 s 8 |
| 7                  | Arnd Peiffer           | 23 min 27 s 8 | 0 (0+0) | + 39 s 7 |
| 8                  | Philipp Horn           | 23 min 32 s 5 | 2 (1+1) | + 44 s 4 |
| 9                  | Felix Leitner          | 23 min 40 s 2 | 0 (0+0) | + 52 s 1 |
| 10                 | Dmytro Pidruchnyi      | 23 min 44 s 5 | 1 (0+1) | + 56 s 4 |

#### Poursuite (12,5 km)
| Rang               | Biathlète                  | Temps         | Fautes      | Écart            |
| ------------------ | -------------------------- | ------------- | ----------- | ---------------- |
| Médaille d'or      | Émilien Jacquelin          | 31 min 15 s 2 | 0 (0+0+0+0) |                  |
| Médaille d'argent  | Johannes Thingnes Bø       | 31 min 15 s 6 | 2 (1+1+0+0) | + 0 s 4          |
| Médaille de bronze | Aleksandr Loguinov         | 31 min 29 s 1 | 1 (0+0+0+1) | + 23 s 9         |
| 4                  | Martin Fourcade            | 32 min 1 s 5  | 2 (0+0+1+1) | + 46 s 3         |
| 5                  | Arnd Peiffer               | 32 min 9 s 1  | 1 (1+0+0+0) | + 53 s 9         |
| 6                  | Tarjei Bø                  | 32 min 27 s 7 | 2 (1+0+0+1) | + 1 min 12 s 5   |
| 7                  | Quentin Fillon Maillet     | 32 min 41 s 1 | 6 (4+0+1+1) | + 1 min 25 s 9   |
| 8                  | Simon Desthieux            | 32 min 42 s 1 | 1 (1+0+0+0) | + 1 min 26 s 9   |
| 9                  | Felix Leitner              | 32 min 48 s 2 | 2 (0+0+1+1) | + 1 min 33 s     |
| 10                 | Vetle Sjåstad Christiansen | 33 min 13 s 6 | 1 (0+0+1+0) | + 1 min 58 s 4 1 |

#### Mass Start (15 km)
| Rang               | Biathlète              | Temps         | Fautes      | Écart          |
| ------------------ | ---------------------- | ------------- | ----------- | -------------- |
| Médaille d'or      | Johannes Thingnes Bø   | 38 min 9 s 5  | 0 (0+0+0+0) |                |
| Médaille d'argent  | Quentin Fillon Maillet | 38 min 51 s 5 | 3 (1+0+1+1) | + 42 s 0       |
| Médaille de bronze | Émilien Jacquelin      | 39 min 4 s 5  | 2 (1+0+1+0) | + 55 s 0       |
| 4                  | Tarjei Bø              | 39 min 5 s 1  | 2 (0+0+1+1) | + 55 s 6       |
| 5                  | Simon Desthieux        | 39 min 13 s 2 | 1 (0+0+0+1) | + 1 min 3 s 7  |
| 6                  | Felix Leitner          | 39 min 16 s 2 | 3 (1+1+1+0) | + 1 min 6 s 7  |
| 7                  | Martin Fourcade        | 39 min 22 s 6 | 3 (1+1+0+1) | + 1 min 13 s 1 |
| 8                  | Johannes Dale          | 39 min 26 s 6 | 3 (0+0+2+1) | + 1 min 17 s 1 |
| 9                  | Julian Eberhard        | 39 min 29 s 1 | 4 (0+2+2+0) | + 1 min 19 s 6 |
| 10                 | Johannes Kühn          | 39 min 34 s 7 | 4 (1+0+2+1) | + 1 min 25 s 2 |

#### Relais 4 x 7,5 km
| Rang               | Biathlètes                                                                      | Temps (par biathlète)                                                    | Pén. + Pioches (par biathlète)                                           | Écart          |
| ------------------ | ------------------------------------------------------------------------------- | ------------------------------------------------------------------------ | ------------------------------------------------------------------------ | -------------- |
| Médaille d'or      | France Émilien Jacquelin Martin Fourcade Simon Desthieux Quentin Fillon Maillet | 1 h 12 min 35 s 9 18 min 5 s 5 17 min 52 s 6 18 min 15 s 2 18 min 22 s 6 | 0 + 4 (0+0 0+4) 0 + 0 / 0 + 1 0 + 0 / 0 + 0 0 + 0 / 0 + 1 0 + 0 / 0 + 2  |                |
| Médaille d'argent  | Norvège Vetle Sjåstad Christiansen Johannes Dale Tarjei Bø Johannes Thingnes Bø | 1 h 12 min 57 s 4 18 min 43 s 8 18 min 18 s 1 18 min 6 s 6 17 min 48 s 9 | 1 + 12 (0+3 1+9) 0 + 0 / 1 + 3 0 + 0 / 0 + 3 0 + 1 / 0 + 2 0 + 2 / 0 + 1 | + 21 s 5       |
| Médaille de bronze | Allemagne Erik Lesser Philipp Horn Arnd Peiffer Benedikt Doll                   | 1 h 13 min 12 s 1 18 min 4 s 9 17 min 52 s 6 18 min 3 s 2 19 min 11 s 4  | 1 + 8 (0+3 1+5) 0 + 0 / 0 + 0 0 + 0 / 0 + 1 0 + 0 / 0 + 1 0 + 3 / 1 + 3  | + 36 s 2       |
| 4                  | Russie Evgeniy Garanichev Matvey Eliseev Nikita Porshnev Aleksandr Loguinov     | 1 h 14 min 20 s 6 19 min 1 s 0 18 min 3 s 9 19 min 1 s 1 18 min 14 s 6   | 0 + 9 (0+5 0+4) 0 + 1 / 0 + 2 0 + 2 / 0 + 0 0 + 2 / 0 + 0 0 + 0 / 0 + 2  | + 1 min 44 s 7 |
| 5                  | Slovénie Miha Dovžan Jakov Fak Klemen Bauer Rok Tršan                           | 1 h 14 min 21 s 7 18 min 54 s 0 18 min 8 s 7 18 min 19 s 6 18 min 59 s 4 | 0 + 8 (0+5 0+3) 0 + 2 / 0 + 0 0 + 2 / 0 + 1 0 + 1 / 0 + 2 0 + 0 / 0 + 0  | + 1 min 45 s 8 |
| 6                  | Autriche Felix Leitner Simon Eder Julian Eberhard Dominik Landertinger          | 1 h 15 min 4 s 4 18 min 42 s 8 18 min 19 s 6 19 min 12 s 3 18 min 49 s 7 | 2 + 12 (0+4 2+8) 0 + 1 / 0 + 3 0 + 1 / 0 + 1 0 + 2 / 2 + 3 0 + 0 / 0 + 1 | + 2 min 28 s 5 |
| 7                  | Italie Lukas Hofer Thomas Bormolini Daniele Cappellari Dominik Windisch         | 1 h 15 min 7 s 9 18 min 23 s 7 18 min 42 s 7 19 min 32 s 6 18 min 28 s 9 | 0 + 9 (0+4 0+5) 0 + 1 / 0 + 3 0 + 0 / 0 + 1 0 + 2 / 0 + 0 0 + 1 / 0 + 1  | + 2 min 32 s 0 |
| 8                  | États-Unis Leif Nordgren Sean Doherty Paul Schommer Jake Brown                  | 1 h 15 min 8 s 8 18 min 44 s 8 18 min 30 s 6 19 min 14 s 6 18 min 38 s 8 | 0 + 5 (0+1 0+4) 0 + 0 / 0 + 0 0 + 0 / 0 + 2 0 + 1 / 0 + 0 0 + 0 / 0 + 2  | + 2 min 32 s 9 |
| 9                  | Biélorussie Anton Smolski Mikita Labastau Raman Yaliotnau Sergey Bocharnikov    | 1 h 15 min 16 s 3 18 min 52 s 1 18 min 33 s 9 18 min 48 s 3 19 min 2 s 0 | 0 + 6 (0+4 0+2) 0 + 2 / 0 + 0 0 + 2 / 0 + 0 0 + 0 / 0 + 1 0 + 0 / 0 + 1  | + 2 min 40 s 4 |
| 10                 | Suède Peppe Femling Jesper Nelin Martin Ponsiluoma Sebastian Samuelsson         | 1 h 16 min 4 s 8 19 min 57 s 2 18 min 39 s 6 18 min 24 s 5 19 min 3 s 5  | 2 + 10 (2+6 0+4) 2 + 3 / 0 + 1 0 + 1 / 0 + 2 0 + 1 / 0 + 0 0 + 1 / 0 + 1 | + 3 min 28 s 9 |

### Femmes

#### Individuel (15 km)
| Rang               | Biathlète                 | Minutes de pénalité | Résultat      | Écart          |
| ------------------ | ------------------------- | ------------------- | ------------- | -------------- |
| Médaille d'or      | Dorothea Wierer           | 2 (1+1+0+0)         | 43 min 7 s 7  |                |
| Médaille d'argent  | Vanessa Hinz              | 1 (0+0+0+1)         | 43 min 9 s 9  | + 2 s 2        |
| Médaille de bronze | Marte Olsbu Røiseland     | 2 (0+1+0+1)         | 43 min 23 s 5 | + 15 s 8       |
| 4                  | Hanna Öberg               | 2 (1+0+0+1)         | 43 min 46 s 4 | + 38 s 7       |
| 5                  | Franziska Preuß           | 2 (2+0+0+0)         | 44 min 11 s 1 | + 1 min 3 s 4  |
| 6                  | Monika Hojnisz-Starega    | 2 (0+0+0+2)         | 44 min 17 s 8 | + 1 min 10 s 1 |
| 7                  | Christina Rieder          | 1 (0+0+0+1)         | 44 min 28 s 3 | + 1 min 20 s 6 |
| 8                  | Markéta Davidová          | 3 (1+1+1+0)         | 44 min 38 s 4 | + 1 min 30 s 7 |
| 9                  | Galina Vishnevskaya       | 0 (0+0+0+0)         | 44 min 39 s 1 | + 1 min 31 s 4 |
| 10                 | Eva Kristejn Puskarčíková | 1 (0+0+1+0)         | 44 min 40 s 3 | + 1 min 32 s 6 |

#### Sprint (7,5 km)
| Rang               | Biathlète             | Temps         | Fautes  | Écart    |
| ------------------ | --------------------- | ------------- | ------- | -------- |
| Médaille d'or      | Marte Olsbu Røiseland | 21 min 13 s 1 | 1 (0+1) |          |
| Médaille d'argent  | Susan Dunklee         | 21 min 19 s 9 | 0 (0+0) | + 6 s 8  |
| Médaille de bronze | Lucie Charvátová      | 21 min 34 s 4 | 1 (1+0) | + 21 s 3 |
| 4                  | Olena Pidhrushna      | 21 min 38 s 7 | 1 (1+0) | + 25 s 6 |
| 5                  | Denise Herrmann       | 21 min 43 s 6 | 3 (2+1) | + 30 s 5 |
| 6                  | Lisa Vittozzi         | 21 min 50 s 7 | 2 (2+0) | + 37 s 6 |
| 7                  | Dorothea Wierer       | 21 min 52 s 1 | 2 (1+1) | + 39 s   |
| 8                  | Franziska Preuß       | 21 min 53 s 9 | 2 (1+1) | + 40 s 8 |
| 9                  | Ivona Fialková        | 21 min 57 s 3 | 1 (0+1) | + 44 s 2 |
| 10                 | Aita Gasparin         | 21 min 57 s 5 | 0 (0+0) | + 44 s 4 |

#### Poursuite (10 km)
| Rang               | Biathlète             | Temps         | Fautes      | Écart         |
| ------------------ | --------------------- | ------------- | ----------- | ------------- |
| Médaille d'or      | Dorothea Wierer       | 29 min 22 s   | 1 (0+0+0+1) |               |
| Médaille d'argent  | Denise Herrmann       | 29 min 31 s 5 | 3 (1+0+1+1) | + 9 s 5       |
| Médaille de bronze | Marte Olsbu Røiseland | 29 min 35 s 8 | 3 (1+0+0+2) | + 13 s 8      |
| 4                  | Hanna Öberg           | 29 min 44 s 3 | 2 (0+0+2+0) | + 22 s 3      |
| 5                  | Vanessa Hinz          | 29 min 48 s 8 | 1 (0+1+0+0) | + 26 s 8      |
| 6                  | Ivona Fialková        | 29 min 57 s 7 | 2 (2+0+0+0) | + 35 s 7      |
| 7                  | Franziska Preuß       | 30 min 2 s 6  | 2 (0+1+0+1) | + 40 s 6      |
| 8                  | Lisa Theresa Hauser   | 30 min 13 s 4 | 1 (0+0+0+1) | + 51 s 4      |
| 9                  | Baiba Bendika         | 30 min 25 s 2 | 2 (2+0+0+0) | + 1 min 3 s 2 |
| 10                 | Aita Gasparin         | 30 min 29 s 4 | 1 (0+1+0+0) | + 1 min 7 s 4 |

#### Mass Start (12,5 km)
| Rang               | Biathlète                | Temps         | Fautes      | Écart          |
| ------------------ | ------------------------ | ------------- | ----------- | -------------- |
| Médaille d'or      | Marte Olsbu Røiseland    | 39 min 14 s 0 | 2 (1+1+0+0) |                |
| Médaille d'argent  | Dorothea Wierer          | 39 min 34 s 7 | 3 (1+0+1+1) | + 20 s 7       |
| Médaille de bronze | Hanna Öberg              | 39 min 40 s 1 | 3 (1+0+0+2) | + 26 s 1       |
| 4                  | Monika Hojnisz-Starega   | 39 min 43 s 1 | 2 (0+0+1+1) | + 29 s 1       |
| 5                  | Julia Simon              | 39 min 59 s 1 | 2 (0+0+0+2) | + 45 s 1       |
| 6                  | Ekaterina Yurlova-Percht | 40 min 6 s 0  | 2 (0+0+1+1) | + 52 s 0       |
| 7                  | Tiril Eckhoff            | 40 min 14 s 2 | 4 (0+1+1+2) | + 1 min 0 s 2  |
| 8                  | Franziska Preuß          | 40 min 14 s 3 | 3 (0+0+2+1) | + 1 min 0 s 3  |
| 9                  | Lisa Theresa Hauser      | 40 min 16 s 5 | 2 (0+1+1+0) | + 1 min 2 s 5  |
| 10                 | Anaïs Bescond            | 40 min 35 s 3 | 3 (0+0+1+2) | + 1 min 21 s 3 |

#### Relais 4 x 6 km
| Rang               | Biathlètes                                                                              | Temps (par biathlète)                                                    | Pén. + Pioches (par biathlète)                                           | Écart          |
| ------------------ | --------------------------------------------------------------------------------------- | ------------------------------------------------------------------------ | ------------------------------------------------------------------------ | -------------- |
| Médaille d'or      | Norvège Synnøve Solemdal Ingrid Landmark Tandrevold Tiril Eckhoff Marte Olsbu Røiseland | 1 h 7 min 5 s 7 17 min 4 s 5 16 min 31 s 6 17 min 5 s 5 16 min 24 s 1    | 1 + 9 (0+4 1+5) 0 + 1 / 0 + 0 0 + 0 / 0 + 2 0 + 3 / 1 + 3 0 + 0 / 0 + 0  |                |
| Médaille d'argent  | Allemagne Karolin Horchler Vanessa Hinz Franziska Preuß Denise Herrmann                 | 1 h 7 min 16 s 4 17 min 33 s 6 16 min 28 s 9 16 min 40 s 1 16 min 33 s 8 | 0 + 9 (0+4 0+5) 0 + 1 / 0 + 3 0 + 0 / 0 + 0 0 + 1 / 0 + 0 0 + 2 / 0 + 2  | + 10 s 7       |
| Médaille de bronze | Ukraine Anastasiya Merkushyna Yuliia Dzhima Vita Semerenko Olena Pidhrushna             | 1 h 7 min 24 s 1 17 min 0 s 6 16 min 38 s 5 17 min 14 s 6 16 min 30 s 4  | 0 + 8 (0+4 0+4) 0 + 1 / 0 + 1 0 + 2 / 0 + 0 0 + 1 / 0 + 2 0 + 0 / 0 + 1  | + 18 s 4       |
| 4                  | Tchéquie Jessica Jislová Markéta Davidová Lucie Charvátová Eva Kristejn Puskarčíková    | 1 h 7 min 36 s 8 17 min 5 s 2 16 min 28 s 0 17 min 8 s 1 16 min 55 s 5   | 0 + 10 (0+4 0+6) 0 + 0 / 0 + 2 0 + 0 / 0 + 1 0 + 3 / 0 + 3 0 + 1 / 0 + 0 | + 31 s 1       |
| 5                  | Suède Elvira Öberg Mona Brorsson Linn Persson Hanna Öberg                               | 1 h 7 min 50 s 6 17 min 5 s 9 17 min 12 s 3 16 min 29 s 6 17 min 2 s 8   | 1 + 11 (0+5 1+6) 0 + 2 / 0 + 0 0 + 2 / 0 + 2 0 + 0 / 0 + 1 0 + 1 / 1 + 3 | + 44 s 9       |
| 6                  | Suisse Elisa Gasparin Selina Gasparin Aita Gasparin Lena Häcki                          | 1 h 7 min 52 s 8 16 min 58 s 8 17 min 3 s 5 16 min 59 s 1 16 min 51 s 4  | 0 + 11 (0+7 0+4) 0 + 1 / 0 + 0 0 + 3 / 0 + 2 0 + 1 / 0 + 0 0 + 2 / 0 + 2 | + 47 s 1       |
| 7                  | Pologne Kinga Zbylut Monika Hojnisz-Starega Kamila Żuk Magdalena Gwizdoń                | 1 h 7 min 56 s 0 16 min 51 s 1 16 min 30 s 9 16 min 37 s 2 17 min 56 s 6 | 0 + 6 (0+2 0+6) 0 + 0 / 0 + 0 0 + 0 / 0 + 1 0 + 0 / 0 + 1 0 + 2 / 0 + 2  | + 50 s 3       |
| 8                  | Russie Ekaterina Yurlova-Percht Irina Starykh Svetlana Mironova Larisa Kuklina          | 1 h 8 min 8 s 3 16 min 47 s 9 16 min 45 s 0 17 min 20 s 0 17 min 15 s 4  | 1 + 11 (0+2 1+9) 0 + 0 / 0 + 1 0 + 0 / 0 + 3 0 + 0 / 1 + 3 0 + 2 / 0 + 2 | + 1 min 2 s 6  |
| 9                  | Canada Emily Dickson Emma Lunder Megan Bankes Nadia Moser                               | 1 h 9 min 19 s 4 17 min 21 s 2 16 min 36 s 4 17 min 35 s 4 17 min 46 s 4 | 1 + 12 (0+4 1+8) 0 + 1 / 0 + 2 0 + 2 / 0 + 0 0 + 0 / 1 + 3 0 + 1 / 0 + 3 | + 2 min 13 s 7 |
| 10                 | Italie Lisa Vittozzi Dorothea Wierer Federica Sanfilippo Michela Carrara                | 1 h 9 min 35 s 1 16 min 23 s 6 16 min 0 s 9 18 min 22 s 9 18 min 47 s 7  | 3 + 12 (1+7 2+5) 0 + 1 / 0 + 0 0 + 1 / 0 + 0 0 + 2 / 2 + 3 1 + 3 / 0 + 2 | + 2 min 29 s 4 |

### Mixte

#### Relais 2 x 6 km F + 2 x 6 km H
| Rang               | Biathlètes                                                                       | Temps (par biathlète)                                                     | Pén. + Pioches (par biathlète)                  | Écart          |
| ------------------ | -------------------------------------------------------------------------------- | ------------------------------------------------------------------------- | ----------------------------------------------- | -------------- |
| Médaille d'or      | Norvège Marte Olsbu Røiseland Tiril Eckhoff Tarjei Bø Johannes Thingnes Bø       | 1 h 2 min 27 s 7 16 min 30 s 7 16 min 29 s 5 14 min 46 s 10 14 min 41 s 4 | 0+7 (0+2 0+5) 0+0 0+1 0+2 0+0 0+0 0+2           |                |
| Médaille d'argent  | Italie Lisa Vittozzi Dorothea Wierer Lukas Hofer Dominik Windisch                | 1 h 2 min 43 s 3 16 min 31 s 9 16 min 40 s 6 14 min 34 s 1 14 min 56 s 7  | 0+6 (0+3 0+3) 0+2 0+0 0+1 0+1 0+0 0+0 0+0 0+2   | + 15 s 6       |
| Médaille de bronze | Tchéquie Eva Kristejn Puskarčíková Markéta Davidová Ondřej Moravec Michal Krčmář | 1 h 2 min 58 s 5 16 min 44 s 4 16 min 27 s 4 14 min 39 s 6 15 min 7 s 1   | 0+2 (0+1 0+1) 0+1 0+0 0+0 0+0 0+0 0+1           | + 30 s 8       |
| 4                  | Allemagne Franziska Preuß Denise Herrmann Arnd Peiffer Benedikt Doll             | 1 h 3 min 16 s 9 17 min 5 s 6 16 min 36 s 14 min 47 s 4 14 min 47 s 9     | 1+11 (0+1 1+10) 0+1 0+2 0+0 1+3 0+0 0+3 0+0 0+2 | + 49 s 2       |
| 5                  | Ukraine Anastasiya Merkushyna Yuliia Dzhima Artem Pryma Dmytro Pidruchnyi        | 1 h 3 min 23 s 8 16 min 46 s 6 16 min 52 s 9 14 min 40 s 7 15 min 3 s 6   | 1+7 (0+0 1+7) 0+0 0+0 0+0 0+2 0+0 1+3           | + 56 s 1       |
| 6                  | Russie Irina Starykh Ekaterina Yurlova-Percht Matvey Eliseev Aleksandr Loguinov  | 1 h 3 min 27 s 1 17 min 23 s 2 16 min 36 s 2 15 min 1 s 14 min 26 s 7     | 0+8 (0+4 0+4) 0+0 0+3 0+1 0+0 0+3 0+1 0+0 0+0   | + 59 s 4       |
| 7                  | France Julia Simon Justine Braisaz Martin Fourcade Quentin Fillon Maillet        | 1 h 3 min 36 s 3 17 min 44 s 9 16 min 55 s 8 14 min 36 s 1 14 min 19 s 5  | 1+9 (1+6 0+3) 1+3 0+2 0+3 0+0 0+0 0+1 0+0 0+0   | + 1 min 8 s 6  |
| 8                  | Autriche Lisa Hauser Katharina Innerhofer Felix Leitner Dominik Landertinger     | 1 h 4 min 6 s 9 16 min 45 s 2 17 min 30 s 14 min 57 s 2 14 min 54 s 5     | 1+7 (0+1 1+6) 0+0 0+1 0+0 1+3 0+0 0+2 0+1 0+0   | + 1 min 39 s 2 |
| 9                  | Finlande Mari Eder Kaisa Mäkäräinen Tero Seppälä Olli Hiidensalo                 | 1 h 4 min 7 s 2 17 min 11 s 9 16 min 52 s 2 14 min 55 s 6 15 min 7 s 5    | 0+10 (0+6 0+4) 0+3 0+1 0+1 0+2 0+1 0+1 0+1 0+0  | + 1 min 39 s 5 |
| 10                 | Suisse Selina Gasparin Lena Häcki Benjamin Weger Serafin Wiestner                | 1 h 4 min 18 s 2 16 min 43 s 1 16 min 50 s 3 14 min 46 s 3 15 min 58 s 5  | 2+14 (0+6 2+8) 0+1 0+1 0+2 0+3 0+1 0+1 0+2 2+3  | + 1 min 50 s 5 |

#### Relais Simple
| Rang               | Biathlètes                                                                                    | Temps (par biathlète)                                              | Pén. + Pioches (par biathlète)                                | Écart          |
| ------------------ | --------------------------------------------------------------------------------------------- | ------------------------------------------------------------------ | ------------------------------------------------------------- | -------------- |
| Médaille d'or      | Norvège Marte Olsbu Røiseland Johannes Thingnes Bø Marte Olsbu Røiseland Johannes Thingnes Bø | 34 min 19 s 9 8 min 17 s 7 min 32 s 1 8 min 15 s 1 10 min 15 s     | 0 + 6 0 + 1 / 0 + 0 0 + 1 / 0 + 3 0 + 0 / 0 + 1 0 + 0 / 0 + 0 |                |
| Médaille d'argent  | Allemagne Franziska Preuß Erik Lesser Franziska Preuß Erik Lesser                             | 34 min 37 s 5 8 min 28 s 5 7 min 16 s 2 8 min 16 s 7 10 min 36 s 1 | 0 + 5 0 + 0 / 0 + 1 0 + 0 / 0 + 2 0 + 1 / 0 + 0 0 + 0 / 0 + 1 | + 17 s 6       |
| Médaille de bronze | France Anaïs Bescond Émilien Jacquelin Anaïs Bescond Émilien Jacquelin                        | 34 min 49 s 7 8 min 23 s 9 7 min 38 s 1 8 min 21 s 10 min 26 s 7   | 0 + 4 0 + 0 / 0 + 0 0 + 2 / 0 + 1 0 + 1 / 0 + 0 0 + 0 / 0 + 0 | + 29 s 8       |
| 4                  | Suède Hanna Öberg Sebastian Samuelsson Hanna Öberg Sebastian Samuelsson                       | 34 min 55 s 1 8 min 23 s 3 7 min 38 s 8 min 7 s 8 10 min 46 s      | 0 + 7 0 + 0 / 0 + 1 0 + 1 / 0 + 1 0 + 0 / 0 + 2               | + 35 s 2       |
| 5                  | Suisse Lena Häcki Benjamin Weger Lena Häcki Benjamin Weger                                    | 35 min 0 s 5 8 min 19 s 7 min 24 s 2 8 min 21 s 6 10 min 55 s 7    | 0 + 9 0 + 2 / 0 + 0 0 + 0 / 0 + 1 0 +1 / 0 + 1 0 + 2 / 0 + 2  | + 40 s 6       |
| 6                  | Autriche Lisa Theresa Hauser Simon Eder Lisa Theresa Hauser Simon Eder                        | 35 min 14 s 4 8 min 26 s 7 min 28 s 8 min 40 s 3 10 min 38 s 6     | 0 + 4 0 + 0 / 0 + 1 0 + 0 / 0 + 0 0 + 3 / 0 + 0 0 + 0 / 0 + 0 | + 54 s 5       |
| 7                  | Russie Larisa Kuklina Matvey Eliseev Larisa Kuklina Matvey Eliseev                            | 35 min 20 s 4 8 min 36 s 3 7 min 28 s 1 8 min 34 s 4 10 min 41 s 6 | 0 + 6 0 + 1 / 0 + 1 0 + 0 / 0 + 1 0 + 2 / 0 + 0 0 + 1 / 0 + 0 | + 1 min 0 s 5  |
| 8                  | Canada Emma Lunder Scott Gow Emma Lunder Scott Gow                                            | 35 min 23 s 3 8 min 31 s 9 7 min 25 s 1 8 min 20 s 1 11 min 6 s 2  | 0 + 7 0 + 2 / 0 + 0 0 + 0 / 0 + 0 0 + 1 / 0 + 2               | + 1 min 3 s 4  |
| 9                  | Italie Dorothea Wierer Lukas Hofer Dorothea Wierer Lukas Hofer                                | 35 min 35 s 2 8 min 47 s 6 7 min 17 s 4 8 min 34 s 4 10 min 55 s 8 | 1 + 13 0 + 3 / 0 + 2 0 +0 / 0 + 2 0 + 0 / 1 + 3 0 + 1 / 0 + 2 | + 1 min 15 s 3 |
| 10                 | Ukraine Anastasiya Merkushyna Dmytro Pidruchnyi Anastasiya Merkushyna Dmytro Pidruchnyi       | 35 min 47 s 1 8 min 40 s 2 7 min 17 s 2 8 min 37 s 11 min 12 s 7   | 0 + 8 0 + 0 / 0 + 1 0 + 1 / 0 + 0 0 + 2 / 0 + 0 0 + 3 / 0 + 1 | + 1 min 27 s 2 |